# Sinzo Aanza
Sinzo Aanza est un écrivain, dramaturge et artiste plasticien congolais, né en 1990 à Goma,,.

## Œuvres et expositions
- 2015 : Généalogie d'une banalité, roman, ed. Vents d'ailleurs;
- 2017 : Projet d'attentat contre l'image ?;
- 2018 : Que ta volonté soit Kin, pièce de théâtre, ed. Nzoi[4];
- 2020 : Plaidoirie pour vendre le Congo[5],[6].